# Proteste in Venezuela (2014-in corso)
Nel 2014 in Venezuela è iniziata una serie di proteste, manifestazioni politiche e insurrezioni civili a causa degli alti livelli di violenza urbana, inflazione e carenza cronica di beni e servizi di base nel Paese. Le spiegazioni del peggioramento di queste condizioni durante il governo di Nicolas Maduro, del Partito Socialista Unito, variano, con analisi che incolpano i severi controlli dello Stato, i calmieri sui prezzi ed una diffusa corruzione politica a lungo termine con conseguenti bassi finanziamenti dei servizi governativi di base. A parte le proteste che si sono verificate a gennaio 2014, dopo l'omicidio dell'attrice ed ex Miss Venezuela Mónica Spear, le proteste del 2014 sono iniziate sul serio a febbraio in seguito al tentato stupro di uno studente in un campus universitario a San Cristóbal. I successivi arresti e le uccisioni di studenti manifestanti hanno stimolato l'espansione delle proteste nelle città vicine e il coinvolgimento dei leader dell'opposizione. I primi mesi del 2014 sono stati caratterizzati da grandi manifestazioni e violenti scontri tra manifestanti e forze governative, che hanno provocato quasi 4 000 arresti e 43 morti, tra cui sia sostenitori che oppositori del governo. Verso la fine del 2014 e nel 2015, la continua scarsità di beni e il basso prezzo del petrolio hanno provocato nuove proteste.
Tra 2015 e 2016, le proteste si verificarono soprattutto a seguito della controversia sulle elezioni parlamentari venezuelane del 2015 e degli incidenti che circondano il referendum sul se richiamare o meno Maduro del 2016. Il 1º settembre 2016 si è verificata la più grande manifestazione di protesta, con oltre 1 milione di venezuelani, ovvero oltre il 3% dell'intera popolazione della nazione, riuniti per chiedere un referendum contro il presidente Maduro, con l'evento descritto come la "più grande manifestazione nella storia del Venezuela". A seguito della sospensione del referendum di revoca da parte del Consiglio elettorale nazionale (CNE) di orientamento filo-governativo il 21 ottobre 2016, l'opposizione ha organizzato un'altra protesta che si è tenuta il 26 ottobre 2016, con la partecipazione di oltre 1,2 milioni di venezuelani. Dopo alcune delle più grandi proteste avvenute alla fine del 2016, il dialogo mediato dal Vaticano tra l'opposizione e il governo è stato tentato ed è fallito nel gennaio 2017. La concentrazione sulle proteste si è attenuata nei primi mesi del 2017 fino a quando si è verificata la crisi costituzionale venezuelana del 2017, quando il Tribunale supremo di giustizia, filo-governativo, ha tentato di assumere i poteri dell'Assemblea nazionale, guidata dall'opposizione, e ha rimosso la sua immunità, sebbene la mossa sia stata invertita giorni dopo, le manifestazioni sono diventate "le più combattive dall'ondata di disordini nel 2014".
Durante le proteste venezuelane del 2017, la "Madre di tutte le proteste" ha coinvolto da 2,5 milioni a 6 milioni di manifestanti. Le proteste del 2019 sono iniziate all'inizio di gennaio dopo che l'Assemblea nazionale ha dichiarato non valide le elezioni presidenziali del maggio 2018 e ha dichiarato Juan Guaidó presidente in carica, dando inizio a una crisi presidenziale. La maggior parte delle proteste sono state pacifiche, consistenti in manifestazioni, sit-in e scioperi della fame. L'innalzamento di barricate stradali improvvisate, soprannominate guarimbas, è stata una forma controversa di protesta nel 2014. Sebbene inizialmente le proteste fossero principalmente svolte dalle classi medie e alte, i venezuelani delle classi più povere hanno rapidamente iniziato a partecipare alle proteste mentre la situazione in Venezuela si deteriorava. Il governo di Nicolas Maduro ha definito le proteste come un tentativo di colpo di Stato antidemocratico orchestrato dai leader dell'opposizione che, sebbene sia molto varia e di diversissimi schieramenti politici, ha definito come "fascista" e dagli Stati Uniti; incolpando il capitalismo e la speculazione di causare alti tassi di inflazione e scarsità di beni come parte di una "guerra economica" combattuta contro il suo governo. Sebbene Maduro, ex leader sindacale, affermi di sostenere le proteste pacifiche, il governo venezuelano è stato ampiamente condannato per la sua reazione alle proteste. Secondo quanto riferito da numerose organizzazioni, tra cui Amnesty e Human Rights Watch, le autorità venezuelane sarebbero andate oltre l'uso di pallini di gomma e gas lacrimogeni a casi di uso di munizioni vere e tortura di manifestanti arrestati. Le Nazioni Unite hanno accusato il governo venezuelano di arresti politicamente motivati, in particolare l'ex sindaco di Chacao e leader del partito di opposizione Volontà Popolare, Leopoldo Lopez, che ha utilizzato le controverse accuse di omicidio e incitamento alla violenza contro di lui per protestare contro la "criminalizzazione del dissenso". Altre controversie riportate durante le proteste includono la censura da parte dei media e la violenza da parte di gruppi militanti filo-governativi noti come colectivos.
Il 27 settembre 2018, il governo degli Stati Uniti ha dichiarato nuove sanzioni contro le persone nel governo venezuelano, tra cui la moglie di Maduro Cilia Flores, il vicepresidente Delcy Rodriguez, il ministro delle comunicazioni Jorge Rodriguez e il ministro della difesa Vladimir Padrino. Il 27 settembre 2018 il Consiglio per i diritti umani delle Nazioni Unite ha adottato per la prima volta una risoluzione sulle violazioni dei diritti umani in Venezuela. 11 Paesi dell'America Latina hanno proposto la risoluzione, tra cui Messico, Canada e Argentina. Il 23 gennaio 2019, El Tiempo ha rivelato un conteggio delle proteste, che mostra oltre 50 000 proteste registrate in Venezuela dal 2013.

## Antefatti

### Rivoluzione bolivariana
Il Venezuela venne guidato per anni da una serie di governi di destra. Nel 1992, Hugo Chávez formò un gruppo chiamato Movimento Bolivariano Rivoluzionario-200 con l'obiettivo di prendere possesso del governo e tentò un colpo di Stato. Successivamente, un altro tentativo di colpo di Stato venne eseguito mentre Chávez era in prigione. Entrambi i tentativi di golpe fallirono e i combattimenti provocarono circa 143-300 morti. Chávez, dopo aver ricevuto la grazia dal presidente Rafael Caldera, in seguito decise di partecipare alle elezioni e formò il partito del Movimento Quinta Repubblica, di stampo socialista. Vinse le elezioni presidenziali venezuelane del 1998. I cambiamenti avviati da Chávez furono chiamati Rivoluzione bolivariana.
Chávez, politico antiamericano autodichiaratosi socialista democratico, ha attuato una serie di riforme sociali volte a migliorare la qualità della vita. Secondo la Banca mondiale, alcune di tali misure contribuirono a ridurre la povertà da circa il 49% nel 1998 a circa il 25%, seppur spiegando che l'economia venezuelana è "estremamente vulnerabile" alle variazioni dei prezzi del petrolio poiché nel 2012 "il 96% delle esportazioni del Paese e quasi la metà delle sue entrate fiscali" dipendevano dalla produzione di petrolio. Nel 1998, un anno prima dell'insediamento di Chávez, il petrolio rappresentava il 77% delle esportazioni del Venezuela, dunque durante il governo Chávez il Paese divenne ancora più dipendente dall'esportazione di petrolio. Sotto il governo di Chávez, dal 1999 al 2011, i tassi di inflazione mensili restarono alti rispetto agli standard mondiali. Mentre Chávez era in carica, il suo governo è stato accusato di corruzione, abuso dell'economia per guadagno personale, propaganda, acquisto della lealtà dei militari, di funzionari coinvolti nel traffico di droga, assistenza ai terroristi comunisti come le Forze armate rivoluzionarie della Colombia, intimidazione dei media e violazioni dei diritti umani dei cittadini. I controlli governativi sui prezzi messi in atto nel 2002 che inizialmente miravano a ridurre i prezzi dei beni indispensabili hanno causato problemi economici come l'inflazione e la carenza di beni indispensabili. Il tasso di omicidi sotto l'amministrazione di Chávez è quadruplicato, rendendo il Venezuela uno dei Paesi più violenti al mondo.
Il 5 marzo 2013, Chávez morì di cancro e Nicolás Maduro, che all'epoca era vicepresidente, prese il posto di Chávez. Per tutto il 2013 e fino al 2014 sono aumentate le preoccupazioni per l'economia travagliata, l'aumento della criminalità e della corruzione, il che ha portato all'inizio delle proteste antigovernative.

### Prime proteste nel 2014
Le manifestazioni contro la violenza in Venezuela sono iniziate nel gennaio 2014, e sono continuate, quando l'ex candidato alla presidenza Henrique Capriles ha stretto la mano al presidente Maduro; questo "gesto ... gli è costato sostegno e ha contribuito a spingere" il leader dell'opposizione Leopoldo López Mendoza in primo piano. Secondo l'Associated Press, ben prima che iniziassero le proteste nella capitale venezuelana Caracas, il tentato stupro di un giovane studente in un campus universitario a San Cristóbal, nello stato di confine occidentale di Táchira, ha portato a proteste di studenti "indignati" su "reclami di lunga data sul deterioramento della sicurezza sotto il presidente Nicolas Maduro e il suo predecessore, il compianto Hugo Chávez. Ma ciò che li ha davvero scatenati è stata la dura risposta della polizia alla loro protesta iniziale, in cui diversi studenti sono stati arrestati e presumibilmente maltrattati, così come manifestazioni successive per chiedere il loro rilascio". Queste proteste si sono espanse, hanno attirato i non-studenti e hanno portato a più arresti; alla fine, altri studenti si sono uniti e le proteste si sono estese a Caracas e in altre città, con il coinvolgimento dei leader dell'opposizione.
Poco dopo Leopoldo López, figura di spicco dell'opposizione al governo Maduro, iniziò a condurre le proteste.

### Corruzione

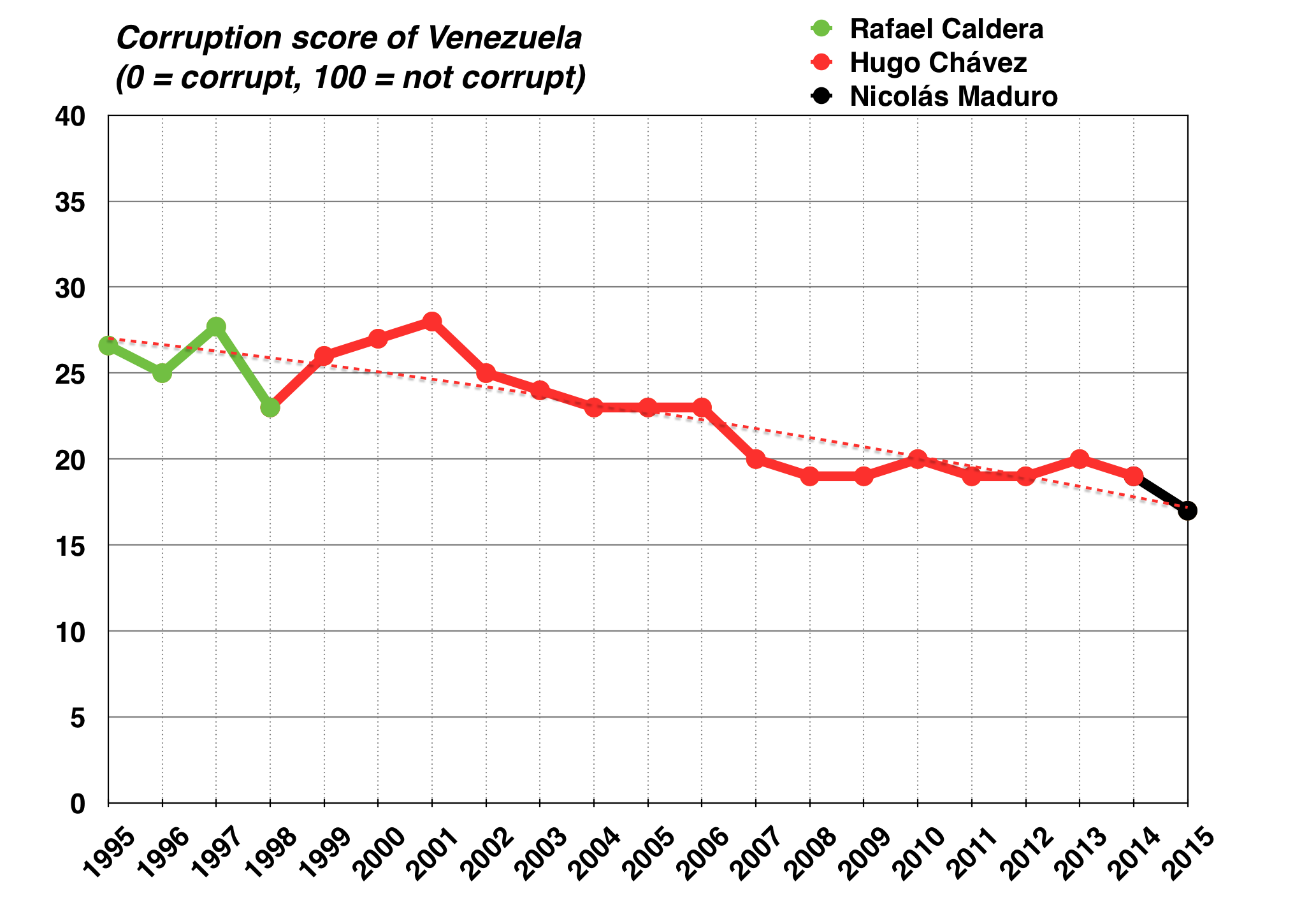
Punteggio della corruzione in Venezuela secondo il Corruption Perceptions Index (a 0 si ha il livello più alto di corruzione e a 100 il minimo, più il grafico scende e più aumenta il livello di corruzione).
Fonte:

In un sondaggio del 2014 condotto da Gallup, quasi il 75% dei venezuelani ritiene che la corruzione sia diffusa nel proprio governo. Leopoldo López ha detto: "Stiamo combattendo un governo autoritario molto corrotto che usa tutto il potere, tutti i soldi, tutti i media, tutte le leggi, tutto il sistema giudiziario per mantenere il controllo".
La corruzione in Venezuela è classificata al primo posto per gli standard mondiali. La corruzione è difficile da misurare in modo affidabile, ma una misura ben nota è l'indice di percezione della corruzione, prodotto ogni anno dalla Transparency International (TNI). Il Venezuela è stato uno dei Paesi più corrotti nei sondaggi TNI da quando sono iniziati nel 1995, classificandosi 38º su 41 di quell'anno e ottenendo risultati molto bassi negli anni successivi. Nel 2008, ad esempio, era 158° su 180 Paesi, nel 2012 era uno dei 10 Paesi più corrotti dell'indice, insieme a Burundi, Ciad e Haiti al 165º posto su 176. I dati dell'opinione pubblica TNI dicono che la maggior parte dei venezuelani ritiene che lo sforzo del governo contro la corruzione sia inefficace, che la corruzione sia aumentata e che le istituzioni governative come il sistema giudiziario, il parlamento, la legislatura e la polizia siano le più corrotte. Secondo TNI, il Venezuela è attualmente il diciottesimo paese più corrotto al mondo (160 su 177) e il suo sistema giudiziario è stato considerato il più corrotto al mondo.
Il World Justice Project, inoltre, ha classificato il governo venezuelano al 99º posto nel mondo e gli ha dato il peggior punteggio di qualsiasi Paese dell'America Latina nell'indice dello Stato di diritto del 2014. Il rapporto afferma: "Il Venezuela è il Paese con la performance peggiore tra tutti i Paesi analizzati, mostrando tendenze in calo nella performance di molte aree rispetto allo scorso anno. Il Paese è l'ultimo nella resa dei conti da parte del governo a causa di una concentrazione crescente del potere esecutivo e un indebolimento di controlli ed equilibri". Il rapporto afferma inoltre che "gli organi amministrativi soffrono di inefficienze e mancanza di trasparenza... e il sistema giudiziario, sebbene relativamente accessibile, ha perso posizioni a causa della crescente ingerenza politica. Un altro motivo di preoccupazione è l'aumento della criminalità e della violenza e le violazioni dei diritti fondamentali, in particolare il diritto alla libertà di opinione e di espressione".

### Problemi economici

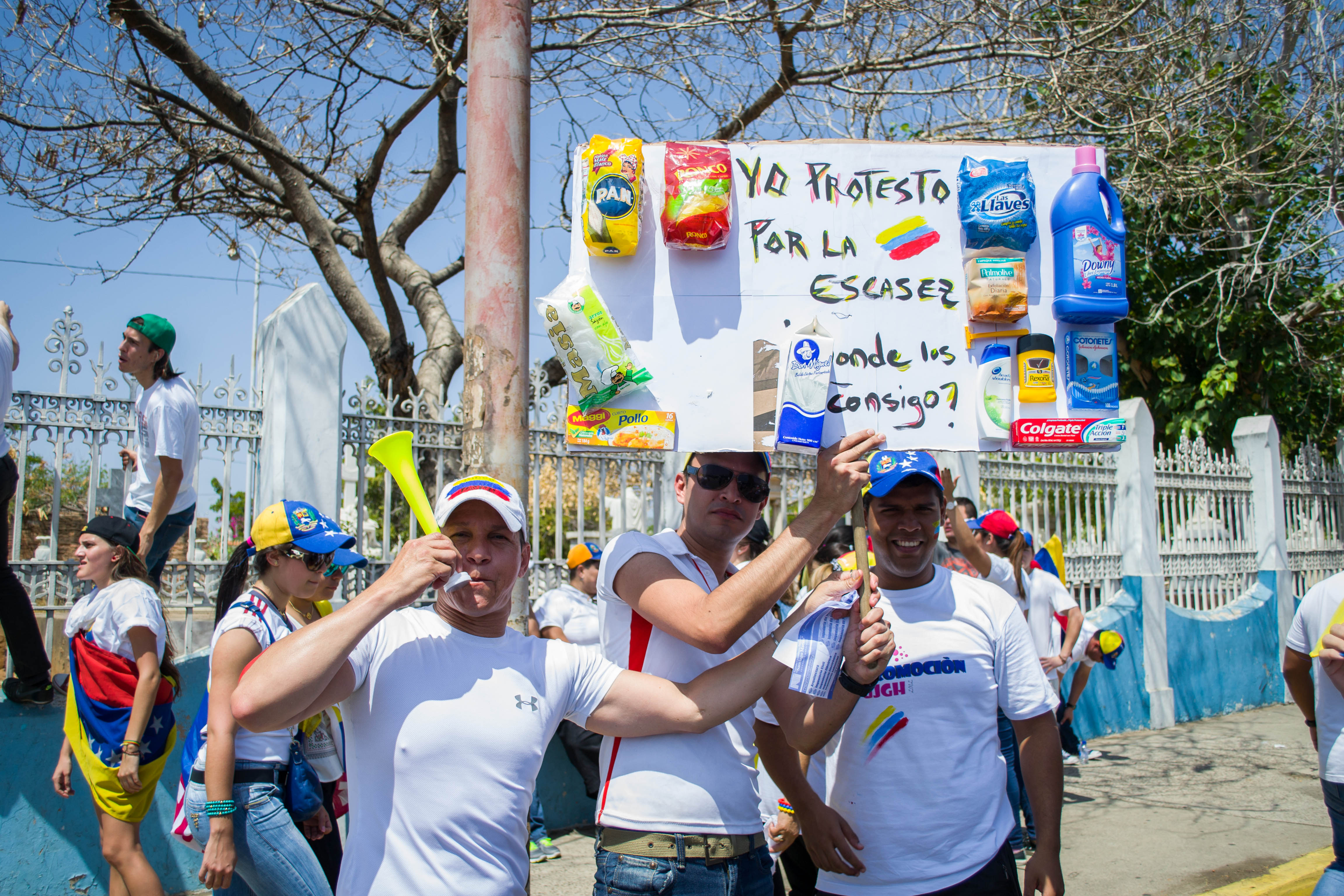
Un manifestante con un cartello che recita : "Protesto a causa della scarsità. Dove possiamo trovare questi?"

Nel Global Misery Index Scores del 2013, il Venezuela è stato classificato al primo posto a livello mondiale con il punteggio più alto dell'indice di miseria. Il Venezuela ha registrato il secondo tasso di inflazione più alto (56,20%) nel mondo per il 2013, solo dopo la Siria dilaniata dalla guerra. Anche l'offerta di moneta del Bolivar Fuerte in Venezuela continua ad accelerare, forse contribuendo ad alimentare una maggiore inflazione. Le politiche economiche del governo venezuelano, compresi i severi calmieri statali sui prezzi, hanno portato a uno dei tassi di inflazione più alti al mondo con una "iperinflazione sporadica" e hanno causato gravi carenze di cibo e altri beni di base. Tali politiche create dal governo venezuelano hanno danneggiato le imprese e portato a carenze, lunghe code e saccheggi.
Il Venezuela è stato classificato come economia "repressa" nel rapporto sulla libertà economica Index of Economic Freedom del 2014, e lo è tuttora. Più della metà degli intervistati in un sondaggio Datos riteneva il governo di Maduro responsabile dell'attuale situazione economica del Paese e la maggior parte pensava che la situazione economica del paese sarebbe stata peggiore o altrettanto negativa nei prossimi 6 mesi del 2014. Il presidente Maduro ha accusato per i problemi economici del suo Paese una presunta "guerra economica" condotta contro il suo governo; in particolare, ha dato la colpa al capitalismo e alla speculazione.
Un rapporto dell'Associated Press nel febbraio 2014 ha rilevato che "legioni di malati in tutto il Paese" venivano "trascurate da un sistema sanitario che i medici dicono stia collassando dopo anni di deterioramento". I medici hanno dichiarato che era impossibile "sapere quanti sono morti e il governo non conserva tali numeri, così come non pubblica statistiche sulla salute dal 2010". Il ministro della salute Isabel Iturria ha rifiutato di rilasciare un'intervista all'AP, mentre un vice ministro della salute, Nimeny Gutierrez, "ha negato alla TV di stato che il sistema sia in crisi".

### Criminalità
In Venezuela, una persona viene uccisa ogni 21 minuti. Nei primi due mesi del 2014, quasi 3 000 persone sono state uccise: il 10% in più rispetto all'anno precedente e il 500% in più rispetto a quando Hugo Chávez è diventato presidente per la prima volta. Nel 2014, Quartz ha affermato che l'alto tasso di omicidi era dovuto al “crescente tasso di povertà del Venezuela; corruzione dilagante; alti livelli di possesso di armi; e incapacità di punire gli assassini (il 91% degli omicidi rimane impunito, secondo l'Institute for Research on Coexistence and Citizen Security)". InSight Crime ha attribuito l'escalation di violenza ad "alti livelli di corruzione, mancanza di investimenti nella forze di polizia e controllo delle armi debole".
Dopo l'omicidio di gennaio dell'attrice ed ex Miss Venezuela Mónica Spear e del suo ex marito in una rapina sul ciglio della strada in presenza della loro figlia di cinque anni, colpita a una gamba, il Venezuela è stato descritto da Channel 4 come "uno dei Paesi più pericolosi al mondo", un Paese "in cui la criminalità è aumentata durante l'amministrazione dell'ex presidente Hugo Chávez e le uccisioni sono comuni nelle rapine a mano armata". Il Venezuelan Violence Observatory ha dichiarato nel marzo 2014 il tasso di omicidi nel paese era ora di quasi 80 morti ogni 100 000 persone, mentre le statistiche del governo lo stimano a 39 morti ogni 100 000 persone. Il numero di coloro che sono stati uccisi durante il decennio precedente era paragonabile al tasso di morti in Iraq durante la guerra in Iraq; in alcuni periodi, il Venezuela ha avuto un tasso di morti tra i civili più alto dell'Iraq, anche se il paese era in pace. Il crimine aveva anche colpito l'economia, secondo Jorge Roig, presidente della Federazione Venezuelana delle Camere di Commercio, il quale ha affermato che molti dirigenti aziendali stranieri erano troppo spaventati per viaggiare in Venezuela e che molti proprietari di società venezuelane vivono all'estero, con le società che producono di conseguenza di meno.
L'opposizione afferma che la criminalità è anche colpa del governo "per essere tenero nei confronti della criminalità, per politicizzare e corrompere istituzioni come la magistratura e per glorificare la violenza nel discorso pubblico", mentre il governo afferma che la colpa è dei "mali capitalisti", come traffico di droga e violenza nei media.
Il Dipartimento di Stato degli Stati Uniti e il governo del Canada hanno avvertito i visitatori stranieri che potrebbero essere soggetti a rapina, sequestro di persona per un riscatto o vendita ad organizzazioni terroristiche e omicidio. Il Foreign and Commonwealth Office del Regno Unito ha sconsigliato tutti i viaggi entro 80 km dal confine colombiano negli stati di Zulia, Táchira e Apure.

### Elezioni
Il 14 aprile 2013, Nicolas Maduro ha vinto le elezioni presidenziali con il 50,6% dei voti, davanti al 49,1% del candidato Henrique Capriles Radonski, sorprendentemente vicino rispetto ai sondaggi precedenti. I leader dell'opposizione hanno presentato accuse di frode poco dopo le elezioni e Capriles ha rifiutato di accettare i risultati, sostenendo che gli elettori erano stati costretti a votare per Maduro e sostenendo irregolarità elettorali. Il Consiglio elettorale nazionale (CNE), che ha condotto un audit post-elettorale di una selezione casuale del 54% dei voti, confrontando i record elettronici con le schede cartacee, ha affermato di non trovare nulla di sospetto. Capriles inizialmente ha chiesto una verifica del restante 46% dei voti, affermando che questo avrebbe dimostrato che aveva vinto le elezioni. Il CNE ha accettato di svolgere un audit e prevedeva di farlo a maggio. Successivamente Capriles cambiò idea, aggiungendo richieste per un audit completo del registro elettorale e definendo il processo di audit "uno scherzo". Prima che il governo accettasse un controllo completo del voto, ci furono proteste pubbliche da parte degli oppositori di Maduro. La folla è stata dispersa dai membri della Guardia Nazionale utilizzando gas lacrimogeni e proiettili di gomma. Il presidente Maduro ha risposto alle proteste dicendo: "Se voletr+e cercare di cacciarci con un colpo di stato, il popolo e le forze armate vi aspetteranno". Gli scontri hanno provocato 7 morti e decine di feriti. Il presidente Maduro ha descritto le proteste come un tentativo di "colpo di stato" e ha incolpato gli Stati Uniti per esse. Alla fine, Capriles ha detto ai manifestanti di fermarsi e di non giocare al "gioco del governo", in modo che non ci sarebbero stati più morti. In data 12 giugno 2013 sono stati resi noti i risultati della verifica parziale. Il CNE ha certificato i risultati iniziali e ha confermato la vittoria elettorale di Maduro.

## Violenze legata alle proteste

### Colectivos

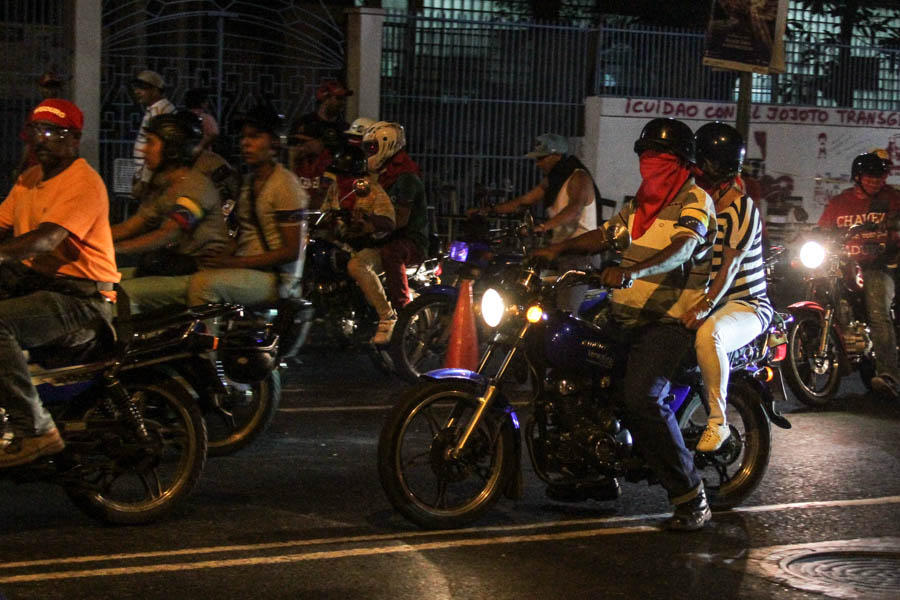
I motociclisti venezuelani mascherati sono di solito associati ai colectivos.

Gruppi militanti filo-governativi noti come "colectivos" hanno attaccato manifestanti e personale televisivo dell'opposizione, hanno inviato minacce di morte ai giornalisti e hanno lanciato gas lacrimogeni all'inviato vaticano dopo che Hugo Chávez ha accusato questi gruppi di essere intervenuti presso il suo governo. I colectivos hanno aiutato ad assistere il governo durante le proteste. Human Rights Watch ha affermato che "il governo del Venezuela ha tollerato e promosso gruppi di civili armati", che hanno "intimidito manifestanti e provocato incidenti violenti". Persino l'Internazionale Socialista ha condannato l'impunità che i gruppi irregolari hanno avuto durante gli attacchi ai manifestanti. Il presidente Maduro ha ringraziato alcuni gruppi di motociclisti per il loro aiuto contro quello che vede come un "colpo di stato fascista... condotto dall'estrema destra", ma ha anche preso le distanze dai gruppi armati, affermando che "non avevano posto nella rivoluzione".
Alcuni "colectivos" hanno agito violentemente contro l'opposizione senza impedimenti da parte delle forze governative venezuelane. Il vicepresidente del Venezuela, Jorge Arreaza, ha elogiato i colectivos dicendo: "Se c'è stato un comportamento esemplare quello è stato il comportamento dei colectivos motociclistici che sono con la rivoluzione bolivariana". Nonostante ciò, il 28 marzo 2014, Arreaza ha promesso che il governo avrebbe disarmato tutti i gruppi armati irregolari in Venezuela. I colectivos sono stati anche definiti un "pilastro fondamentale nella difesa della patria" dal ministro delle carceri venezuelano, Iris Varela.
Human Rights Watch ha riferito che le forze governative "hanno ripetutamente consentito" ai colectivos "di attaccare manifestanti, giornalisti, studenti o persone che ritenevano fossero oppositori del governo con le forze di sicurezza a pochi metri di distanza" e che "in alcuni casi le forze di sicurezza hanno collaborato apertamente con gli aggressori filogovernativi". Human Rights Watch ha anche affermato di aver "trovato prove convincenti di forze di sicurezza in uniforme e bande filo-governative che attaccano fianco a fianco i manifestanti". Un rapporto afferma che le forze governative avrebbero aiutato i civili filo-governativi che hanno sparato ai manifestanti con munizioni vere.
(Nicolás Maduro)
Human Rights Watch ha affermato che "nonostante le prove credibili dei crimini compiuti da queste bande armate filo-governative, funzionari di alto rango hanno invitato direttamente i gruppi a confrontarsi con i manifestanti attraverso discorsi, interviste e tweet", sottolineando inoltre che il presidente Nicolas Maduro "su più occasioni ha invitato i gruppi civili fedeli al governo a "spegnere le fiamme" di quelli che ha definito manifestanti "fascisti"". Il governatore dello stato di Carabobo, Francisco Ameliach, ha chiamato le Unità di Battaglia Hugo Chávez (UBCh), un gruppo civile creato dal governo che secondo il governo è uno “strumento del popolo per difendere le sue conquiste, per continuare a lottare per l'espansione della rivoluzione venezuelana”. In un tweet, Ameliach ha chiesto agli UBCh di lanciare un rapido contrattacco contro i manifestanti dicendo: "Gringos (americani) e fascisti attenti" e che l'ordine sarebbe arrivato dal presidente dell'Assemblea nazionale, Diosdado Cabello.

### Forze governative
Le autorità governative hanno utilizzato "la forza in modo illegale contro manifestanti disarmati e altre persone nelle vicinanze delle manifestazioni". Le agenzie governative coinvolte nell'uso della forza illegale includono la Guardia Nazionale, la Polizia nazionale, la "Guardia del Popolo" e altre agenzie governative. Alcuni abusi comuni includevano "picchiare gravemente individui disarmati, sparare proiettili vivi, proiettili di gomma e bombolette di gas lacrimogeno indiscriminatamente nella folla e sparare deliberatamente proiettili di gomma, a bruciapelo, contro individui disarmati, inclusi, in alcuni casi, persone già in custodia". Human Rights Watch ha affermato che "le forze di sicurezza venezuelane hanno fatto ripetutamente ricorso alla forza, compresa la forza letale, in situazioni in cui era del tutto ingiustificata" e che "l'uso della forza è avvenuto nel contesto di proteste pacifiche, secondo le vittime, testimoni oculari, avvocati e giornalisti, che in molti casi hanno condiviso riprese video e fotografie a conferma dei loro resoconti".

#### Uso di armi

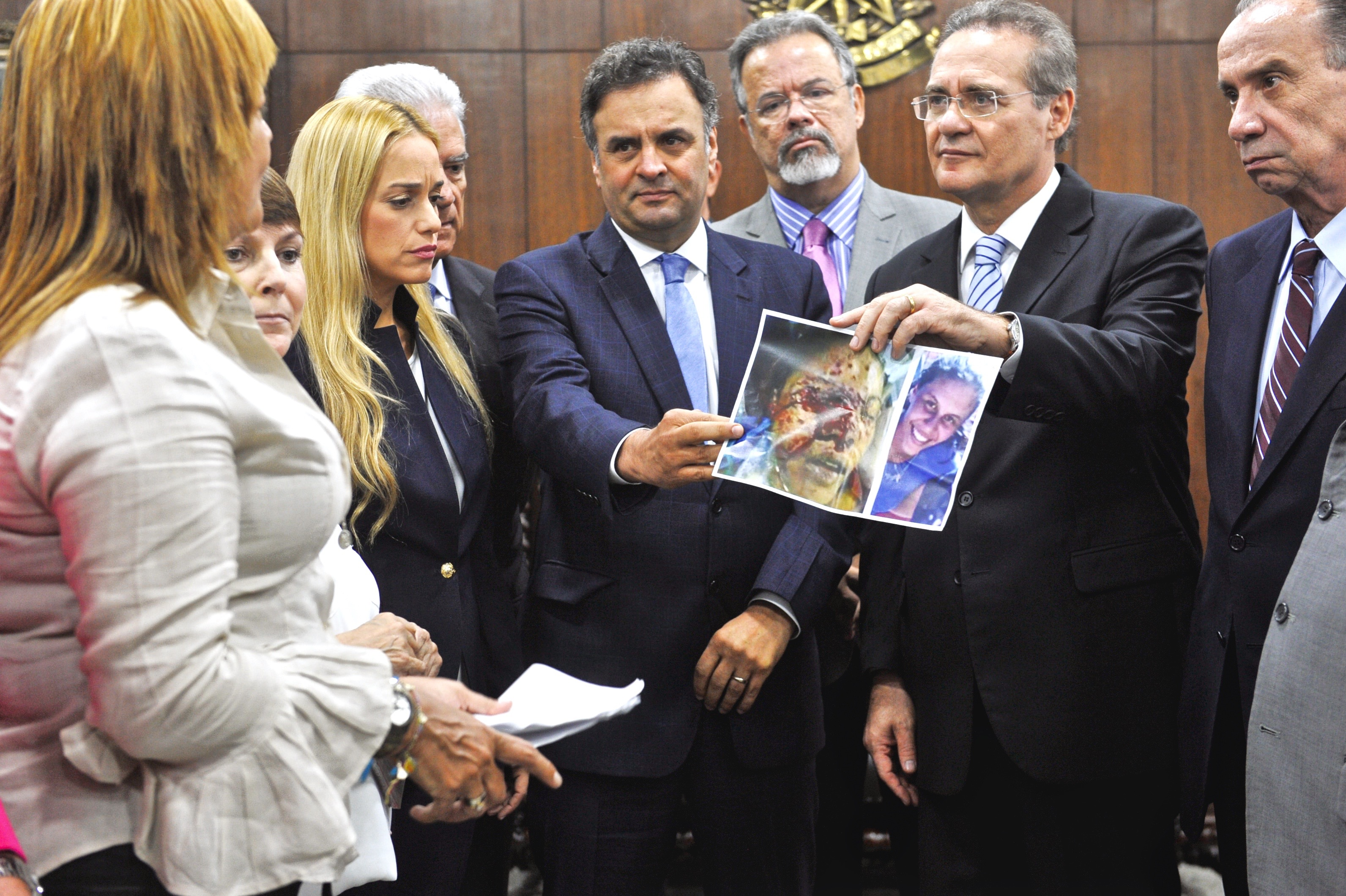
Lilian Tintori al fianco dei senatori brasiliani presentando una foto di Geraldine Moreno, uccisa dopo essere stata colpita più volte in faccia dalle autorità venezuelane armate di pallini birdshot.

Le forze governative hanno usato armi da fuoco per controllare le proteste. Amnesty International ha riferito di aver "ricevuto segnalazioni di uso di pistole a pallini e gas lacrimogeni sparati direttamente contro manifestanti a breve distanza e senza preavviso" e che "tali pratiche violano gli standard internazionali e hanno provocato la morte di almeno un manifestante". Hanno anche affermato che "ai manifestanti detenuti dalle forze governative a volte sono state negate le cure mediche e l'accesso agli avvocati".
Il New York Times ha riferito che un manifestante è stato "colpito a una distanza così ravvicinata da un soldato durante una protesta che il suo chirurgo ha detto che doveva rimuovere i pezzi del proiettile di plastica del fucile dalla sua gamba, insieme ai frammenti di chiavi" che aveva in tasca in quel momento. Le autorità venezuelane sono state anche accusate di aver sparato a fucili a canna liscia con "pallettoni di plastica dura a bruciapelo" che avrebbero ferito un gran numero di manifestanti e ucciso una donna. La donna uccisa stava picchiando una pentola fuori casa in segno di protesta quando suo padre ha riferito che "i soldati sono saliti in moto" e che la donna è poi caduta mentre cercava rifugio nella sua casa. I testimoni dell'incidente hanno poi affermato che "un soldato è sceso dalla motocicletta, le ha puntato il fucile alla testa e ha sparato". Il colpo che è stato sparato dal poliziotto "si è schiantato attraverso la sua cavità oculare nel cervello". La donna è morta giorni prima del suo compleanno. Suo padre ha detto che il soldato che l'ha uccisa non è stato arrestato. Ci sono state anche accuse da parte del Forum Penale Venezuelano che accusavano le autorità che avrebbero tentato di manomettere le prove, nascondendo che avevano sparato agli studenti.
L'articolo 68 della Costituzione venezuelana afferma che "l'uso di armi da fuoco e sostanze tossiche per controllare manifestazioni pacifiche è proibito", e che "la legge regolerà le azioni della polizia e il controllo di sicurezza dell'ordine pubblico".

#### Uso di agenti chimici

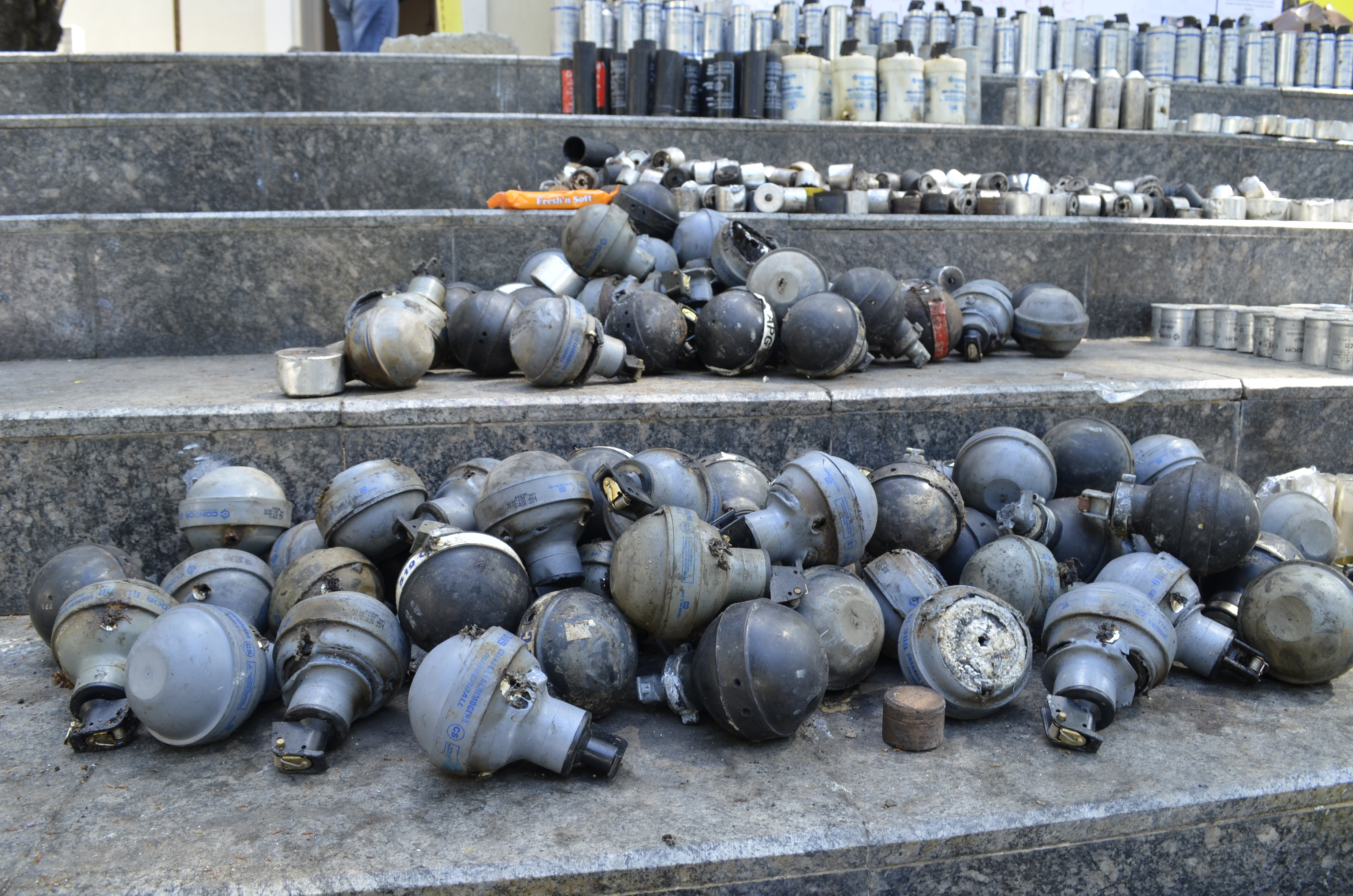
Bombolette di lacrimogeno a seguito di una protesta del 2014.

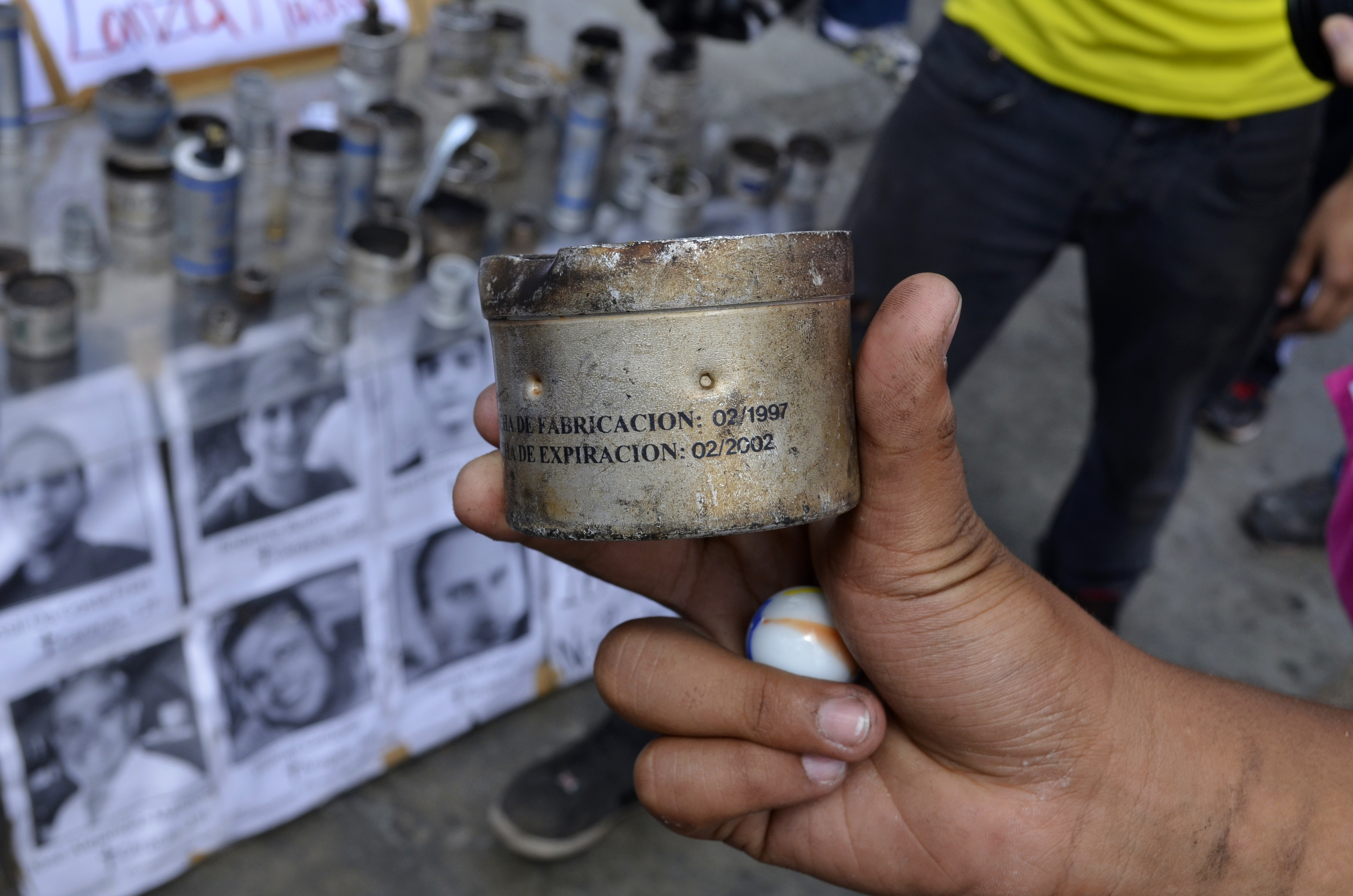
Immagine di una bomboletta di gas lacrimogeno scaduta nel 2002, usata durante le proteste.

Il 20 marzo 2014, la comparsa del "gas rosso" è avvenuta per la prima volta quando è stato usato a San Cristóbal contro i manifestanti, con notizie che sostenevano si trattasse di gas CN. Il primo uso segnalato di "gas verde" è stato il 15 febbraio 2014 contro le manifestazioni ad Altamira. Il 25 aprile 2014, il "gas verde" sarebbe stato nuovamente utilizzato sui manifestanti a Mérida. Ricardo Hausmann, direttore del Centro per lo sviluppo internazionale di Harvard, ha dichiarato che questo gas ha causato il vomito ai manifestanti. Alcuni hanno riferito che la sostanza chimica usata sarebbe stata l'adamsite, un'arma chimica arsenicale giallo-verde che può causare difficoltà respiratorie, nausea e vomito.
Nell'aprile 2014, Amnesty International era preoccupata per "l'uso di tossine chimiche in alte concentrazioni" da parte delle forze governative e ha raccomandato loro un addestramento migliore.
Uno studio di Mónica Kräuter, chimica e professoressa, ha coinvolto la raccolta di migliaia di lacrimogeni sparati dalle autorità venezuelane nel 2014. Ha affermato che la maggior parte dei contenitori utilizzava il principale componente gas CS, fornito dalla brasiliana Cóndor, che rispetta i requisiti delle convenzioni di Ginevra. Tuttavia, il 72% del gas lacrimogeno utilizzato era scaduto e gli altri contenitori prodotti in Venezuela da Cavim non mostravano etichette o date di scadenza adeguate. In seguito alla scadenza del gas lacrimogeno, Krauter osserva che "si scompone in ossido di cianuro, fosgeni e azoto, che sono estremamente pericolosi".
Nel 2017, Amnesty International ha criticato ancora una volta l'uso di agenti chimici da parte del governo bolivariano, esprimendo preoccupazione per un "gas rosso" utilizzato per reprimere i manifestanti a Chacao l'8 aprile 2017, chiedendo "chiarimenti sui componenti del gas lacrimogeno rosso usato dalle forze di sicurezza statale contro le manifestazioni dell'opposizione". Gli esperti hanno affermato che tutti i gas lacrimogeni utilizzati dalle autorità dovrebbero essere originariamente incolori, osservando che il colore può essere aggiunto per provocare o "colorare" i manifestanti in modo che possano essere facilmente identificati e arrestati. Il 10 aprile 2017, la polizia venezuelana ha sparato gas lacrimogeni contro i manifestanti da elicotteri che volavano sopra le loro teste, provocando la fuga di manifestanti dai proiettili per evitare di essere colpiti dai contenitori.

#### Abuso di manifestanti e detenuti
Secondo Amnesty International, "la tortura è un luogo comune" contro i manifestanti da parte delle autorità venezuelane nonostante l'articolo 46 della Costituzione venezuelana proibisca "la punizione, la tortura o il trattamento crudele, inumano o degradante". Durante le proteste, sono stati segnalati centinaia di casi di tortura. Human Rights Watch ha affermato che alcuni arrestati dalle autorità governative sono stati sottoposti a "gravi abusi fisici", tra cui essere picchiati "con pugni, elmetti e armi da fuoco; scosse elettriche o ustioni; essere costretti ad accovacciarsi o inginocchiarsi, senza muoversi, per ore alla volta; essere ammanettati ad altri detenuti, a volte in coppia e altri in catene umane di dozzine di persone, per ore alla volta; e prolungato periodi di freddo o caldo estremo". È stato anche riferito che "molte vittime e familiari con cui abbiamo parlato hanno affermato di ritenere che avrebbero potuto subire rappresaglie se avessero denunciato gli abusi da parte di polizia, guardie o bande armate filo-governative".
Amnesty International "ha ricevuto segnalazioni di detenuti costretti a trascorrere ore in ginocchio o in piedi nei centri di detenzione". Amnesty International ha anche riferito che uno studente è stato costretto sotto la minaccia di una pistola da agenti in borghese a firmare una confessione per atti che non ha commesso. Amnesty International ha detto che il Centro per i diritti umani dell'Università cattolica Andres Bello aveva riferito che "ci sono due casi che hanno coinvolto scosse elettriche, due casi che hanno coinvolto gas al peperoncino e altri due casi in cui sono stati cosparsi di benzina".
Il New York Times ha riferito che il Penal Forum ha affermato che gli abusi sono "continui e sistematici" e che le autorità venezuelane sono state "ampiamente accusate di aver picchiato i detenuti, spesso in modo grave, con molte persone che hanno affermato che le forze di sicurezza li hanno poi derubati, rubando cellulari, denaro e gioielli".
NTN24 ha riferito da un avvocato che la Guardia nazionale e delle persone con "accento cubano" a Mérida hanno costretto tre adolescenti arrestati a confessare crimini che non avevano commesso e poi "si sono inginocchiati, sono stati costretti ad alzare le braccia e poi hanno sparato a pallettoni in tutto il corpo". NTN24 ha riferito che alcuni manifestanti sono stati torturati e violentati dalle forze governative che li hanno detenuti durante le proteste. El Nuevo Herald ha riferito di studenti manifestanti torturati dalle forze governative nel tentativo da parte del governo di fargli ammettere che farebbero parte di un piano di stranieri per rovesciare il governo venezuelano. A Valencia, i manifestanti sono stati dispersi dalla Guardia Nazionale a El Trigál dove quattro studenti (tre uomini e una donna) sono stati aggrediti all'interno di un'auto mentre cercavano di lasciare il perimetro; i tre uomini sono stati imprigionati e uno di loro ha riferito di essere stato sodomizzato da uno degli ufficiali con un fucile.
In un articolo di El Nacional, un manifestante ha detto di essere stato messo in una cella di 3 metri per 2 con altri 30 prigionieri dove i detenuti dovevano defecare in un sacco dietro una singola tenda. Il manifestante ha continuato spiegando come i prigionieri si scambiassero le punizioni e la punizione per i "guarimberos" era di essere legati e imbavagliati, cosa che sarebbe avvenuta senza l'intervento delle autorità. Anche altri manifestanti arrestati intervistati hanno spiegato i loro timori di essere imprigionati con criminali violenti.
Il direttore del Forum penale venezuelano, Alfredo Romero, ha chiesto sia all'opposizione che al governo venezuelano di ascoltare le accuse di presunte violazioni dei diritti umani. Ha anche riferito che una donna è stata torturata con scosse elettriche al seno. Il Forum penale venezuelano ha anche riferito che degli studenti arrestati sono stati torturati con scosse elettriche, picchiati e minacciati di essere bruciati dopo essere stati cosparsi di benzina.
L'8 ottobre 2018 il governo del Venezuela ha annunciato che Fernando Albán Salazar, incarcerato per sospetto tentativo di assassinio del presidente Maduro, si è suicidato in prigione, ma amici, parenti, membri dell'opposizione e ONG hanno negato ciò. Alban è stato arrestato il 5 ottobre, all'aeroporto internazionale di Caracas, mentre tornava da New York, dove aveva incontri con diplomatici stranieri presenti all'Assemblea generale delle Nazioni Unite.

#### Risposta governativa agli abusi
L'ufficio del procuratore generale venezuelano ha riferito che stava conducendo 145 indagini su presunte violazioni dei diritti umani e che 17 funzionari della sicurezza erano stati arrestati in relazione ad esse. Il presidente Maduro e altri funzionari governativi hanno riconosciuto le violazioni dei diritti umani, ma hanno affermato che si trattava di incidenti isolati e che non facevano parte di un modello più ampio. Quando i partiti di opposizione hanno chiesto un dibattito sulla tortura all'Assemblea nazionale, il governo venezuelano ha rifiutato, attribuendo la violenza all'opposizione dicendo: "I violenti non siamo noi, i violenti sono in un gruppo di opposizione".
El Universal ha dichiarato che Melvin Collazos del SEBIN e Jonathan Rodríquez, una guardia del corpo del ministro dell'Interno e della giustizia Miguel Rodríguez Torres, erano in custodia dopo aver sparato più volte a manifestanti disarmati in fuga in violazione del protocollo. Il presidente Maduro ha annunciato che il personale che ha sparato contro i manifestanti è stato arrestato per tali azioni.

#### Arresti arbitrari
Secondo Human Rights Watch, le autorità del governo venezuelano hanno arrestato molte persone innocenti. Hanno affermato che "il governo regolarmente non ha presentato prove credibili che questi manifestanti stessero commettendo crimini nel momento in cui sono stati arrestati, che è un requisito secondo la legge venezuelana quando si detiene qualcuno senza mandato di cattura". Ha anche spiegato che "Alcune delle persone detenute, inoltre, erano semplicemente nelle vicinanze delle proteste ma non vi hanno partecipato. Questo gruppo di detenuti comprendeva persone che stavano attraversando aree in cui si stavano svolgendo le proteste, o si trovavano in luoghi pubblici nelle vicinanze. Altri sono stati detenuti in proprietà private come condomini. In tutti i casi in cui le persone sono state detenute in proprietà private, le forze di sicurezza sono entrate negli edifici senza ordini di perquisizione, spesso forzando il loro ingresso sfondando le porte". Un uomo era nel suo appartamento quando le forze governative hanno sparato gas lacrimogeni nell'edificio. L'uomo è andato nel cortile per rinfrescarsi ed è stato arrestato senza motivo dopo l'irruzione.

### Manifestanti
La maggioranza delle manifestazioni si sono svolte pacificamente, mentre in alcune proteste sono stati bruciati dei rifiuti, create delle barricate (guarimbas) e verificati violenti scontri tra l'opposizione e le autorità statali. Human Rights Watch ha affermato che i manifestanti "che hanno commesso atti di violenza durante le proteste erano una minoranza molto piccola, di solito meno di una dozzina di persone su decine o centinaia di persone presenti". È stato riferito che le barricate erano la forma più comune di protesta e che si sono verificati attacchi occasionali alle autorità con bombe molotov, pietre e fionde. In rari casi, i manifestanti hanno utilizzato mortai fatti in casa. L'uso di molotov in alcuni casi ha incendiato le autorità e alcuni veicoli governativi. Maduro ha affermato che alcune proteste "hanno incluso attacchi incendiari contro edifici governativi, università e stazioni degli autobus".

## Cronologia degli eventi

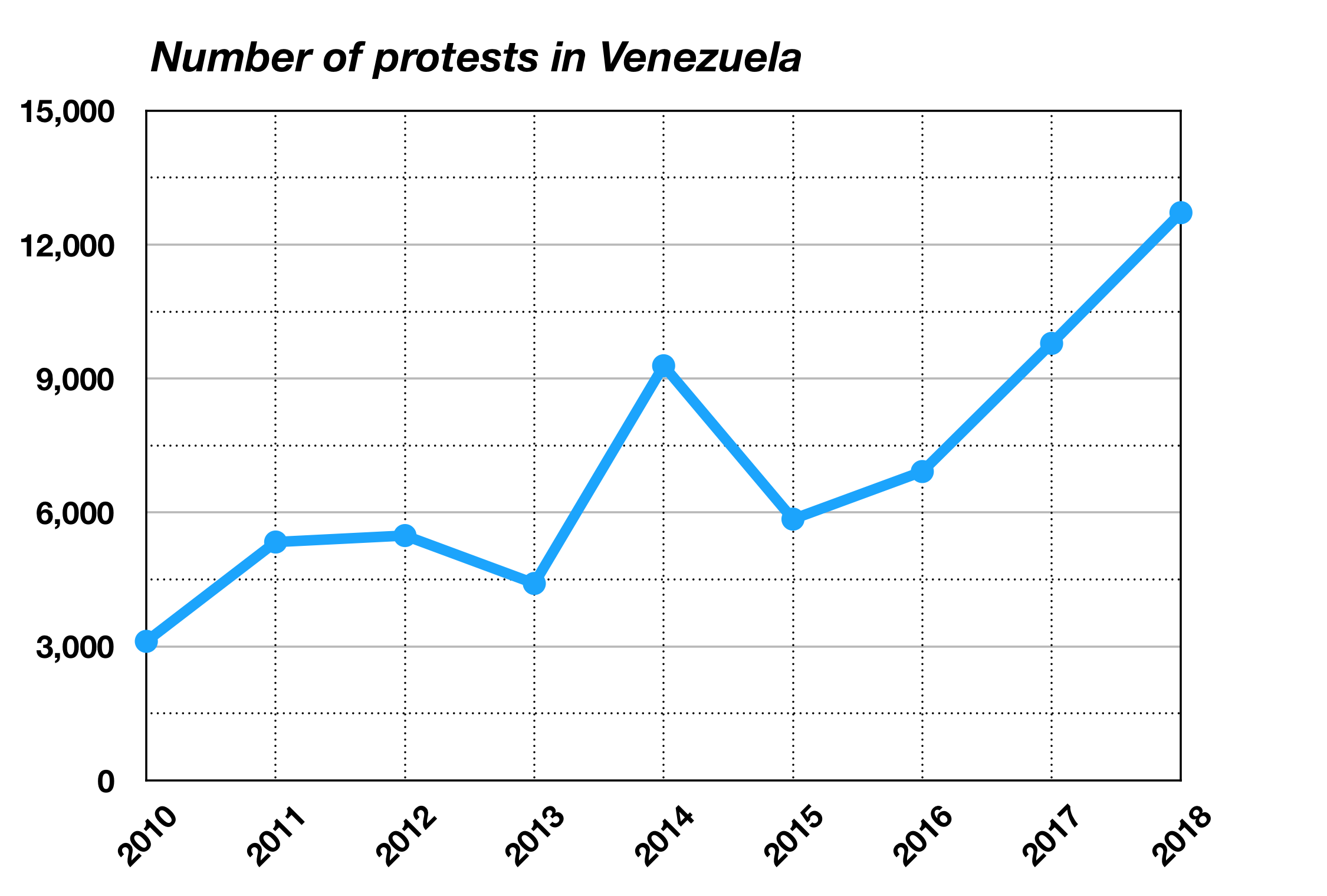
Numero di proteste in Venezuela per anno.

Secondo l'Osservatorio venezuelano sui conflitti sociali (OVCS), nel 2014 si sono verificate 9 286 proteste in Venezuela, il maggior numero di proteste nel Paese da decenni. La maggior parte di tali proteste si è verificata durante i primi sei mesi del 2014, con una media di 35 proteste al giorno. La maggior parte delle proteste era contro il presidente Maduro ed il governo venezuelano (il 52% delle manifestazioni) e il 42% delle proteste era dovuto ad altre difficoltà come lavoro, servizi pubblici, insicurezza, istruzione e carenze di beni.
Il numero di proteste è poi diminuito a metà 2014 solo per aumentare leggermente alla fine del 2014 fino al 2015 a seguito del calo del prezzo del petrolio e a causa delle carestie; con proteste contro le carestie quasi quadruplicate, da 41 nel luglio 2014 a 147 nel gennaio 2015. Nella prima metà del 2015, ci sono state 2 836 proteste, di cui circa una su 6 contro le carenze di beni. Il calo del numero di partecipanti alle proteste in questo periodo è stato attribuito dagli analisti al timore di repressioni da parte del governo e ai venezuelani preoccupati di cercare di trovare cibo a causa della carenza.
Nei primi due mesi del 2016 si sono verificate oltre 1 000 proteste insieme a dozzine di saccheggi, con la SVCO che ha affermato che il numero di proteste stava aumentando in tutto il Venezuela. Da gennaio a ottobre 2016, si sono verificate 5 772 proteste in tutto il Venezuela, mentre le proteste per i diritti politici sono aumentate alla fine del 2016.
Dopo la crisi costituzionale del 2017 e la spinta a bandire dalla politica il potenziale candidato alla presidenza dell'opposizione Capriles per 15 anni, le proteste sono diventate le più "combattive" dal 2014. Dopo le elezioni dell'Assemblea nazionale costituente, tenutesi il 30 luglio 2017, le proteste si sono attenuate per il resto dell'anno.
Nel 2018, le proteste sono aumentate in numero dopo l'annuncio di un'elezione rapida, che alla fine ha portato alla rielezione di Nicolás Maduro. Dopo le elezioni, le proteste sono diminuite. Secondo l'Osservatorio venezuelano sui conflitti sociali, entro giugno 2018 si erano verificate più di 4000 proteste dall'inizio dell'anno, con una media di 20 proteste al giorno, di cui 8 su 10 rivendicavano i diritti sociali.

## Reazioni in Venezuela

### Governative

#### Accuse
Sebbene l'opposizione comprenda svariati orientamenti politici, nel 2014 il presidente Maduro ha dichiarato: "A partire dal 12 febbraio, siamo entrati in un nuovo periodo in cui l'estrema destra, incapace di vincere democraticamente, cerca di vincere con la paura, la violenza, i sotterfugi e la manipolazione dei media. Sono più fiduciosi perché il governo degli Stati Uniti ha sempre li ha sostenuti nonostante la loro violenza". In un editoriale sul New York Times, il presidente Maduro ha affermato che le azioni dei manifestanti avrebbero causato diversi milioni di dollari di danni alla proprietà pubblica, che i manifestanti avrebbero un programma antidemocratico eletto e che sarebbero sostenuti dai ricchi mentre non riceverebbero alcun sostegno dai poveri (sebbene numerose persone dalle fasce meno abbienti abbiano partecipato alle proteste). In un'intervista al The Guardian, il presidente Maduro ha sottolineato l'appoggio statunitense ad alcuni colpi di Stato ed evidenziato le informazioni rivelate da Edward Snowden, relative all'intento statunitense di divere, in passato, il governo Chavez, e di aiutare i gruppi di opposizione. Gli Stati Uniti hanno negato ogni coinvolgimento nelle proteste venezuelane con il presidente Barack Obama che ha dichiarato: "Piuttosto che cercare di distrarsi dalle proteste formulando false accuse contro i diplomatici statunitensi, il governo del Venezuela dovrebbe affrontare le legittime lamentele del popolo".
Maduro ha anche affermato che il governo di Panama stava interferendo con il governo venezuelano. All'anniversario del primo anno dalla morte del presidente Chávez, il governo venezuelano ha interrotto le relazioni diplomatiche con Panama, e tre giorni dopo anche quelle economiche.
Durante una conferenza stampa il 21 febbraio 2014, Maduro ha accusato ancora una volta gli Stati Uniti e la NATO di tentare di rovesciare il suo governo attraverso i media e ha affermato che Elias Jaua sarà in grado di dimostrarlo. Nello stesso anno e negli anni seguenti ha fatto numerose affermazioni simili. Il comitato editoriale del New York Times ha affermato che i ripetuti timori di un colpo di Stato da parte di Maduro "sembrano essere una strategia di diversione da parte di uno statista maniacale che non è in grado di affrontare il triste stato dell'economia del suo Paese e il rapido deterioramento della qualità di vita nonostante abbia le maggiori riserve di petrolio del mondo".
Il generale in pensione Hugo Carvajal, capo dell'intelligence militare venezuelana per dieci anni durante la presidenza di Chávez, deputato dell'Assemblea nazionale per il Partito Socialista Unito e considerato un legislatore pro-Maduro, ha detto che Maduro ordinerebbe le cosiddette "proteste spontanee" a suo favore all'estero, e che i suoi soci le finanzierebbero.

#### Arresti
Il 15 febbraio 2014 il padre di Leopoldo Lopez ha detto "Cercano Leopoldo, mio figlio, ma in modo molto civile" dopo che la sua casa è stata perquisita dal governo. Il giorno successivo, il leader di Volontà Popolare Leopoldo Lopez ha annunciato che si sarebbe consegnato al governo venezuelano dopo un'altra protesta. Il 17 febbraio, il personale dei servizi segreti governativi andò nella sede di Volontà Popolare a Caracas e tenne sotto minaccia armata le persone che si trovavano all'interno. Il 18 febbraio, Lopez ha spiegato in un discorso come avrebbe potuto lasciare il Paese, ma "è rimasto a combattere per gli oppressi in Venezuela", per poi arrendersi alla polizia. Human Rights Watch ha chiesto l'immediato rilascio di Leopoldo Lopez dopo il suo arresto dichiarando: "L'arresto di Leopoldo López è un'atroce violazione di uno dei principi fondamentali del giusto processo: non si può imprigionare qualcuno senza prove che lo colleghino a un crimine".
Durante le ultime settimane di marzo 2014, il governo ha iniziato a fare più accuse e ad arrestare i leader dell'opposizione. Il sindaco di opposizione Vicencio Scarano Spisso è stato processato e condannato a dieci mesi e mezzo di carcere per non aver ottemperato a un ordine del tribunale di abbattere le barricate nel suo comune che ha provocato diversi morti e feriti nei giorni precedenti. Il 27 febbraio, il governo ha emesso un mandato di cattura per Carlos Vecchio, un leader di Volontà Popolare con varie accuse.
Il 25 marzo 2014, il presidente Maduro ha annunciato che tre generali dell'aeronautica militare venezuelana sono stati arrestati per presunta pianificazione di un "colpo di Stato" contro il governo e in appoggio alle proteste e che saranno incriminati di conseguenza. Il 29 aprile, il capitano Juan Carlos Caguaripano Scott della Guardia nazionale bolivariana ha criticato il governo in un video su YouTube, pubblicato giorni dopo che Scott era stato accusato di aver complottato per un colpo di Stato contro il governo "unendosi a tre generali dell'aeronautica militare e un altro capitano della Guardia nazionale già accusato di complotto contro lo Stato".
225 ufficiali militari venezuelani hanno respinto le accuse contro i tre generali dell'aeronautica affermando che portarli davanti a un tribunale militare "violerebbe i loro diritti costituzionali, in quanto è essenziale prima presentare un'udienza preliminare" e ha chiesto alla Guardia nazionale "di essere limitata adempiere alle sue funzioni ai sensi degli articoli 320, 328 e 329 della Costituzione e cessare le loro attività illegali di repressione dell'ordine pubblico". Le accuse contro i generali dell'aeronautica militare sono state viste anche da ex ufficiali e comandanti venezuelani come una "manovra mediatica" per ottenere il sostegno dell'UNASUR poiché il presidente Maduro ha programmato l'incontro e non è stato in grado di fornire dettagli.

#### Forze di polizia

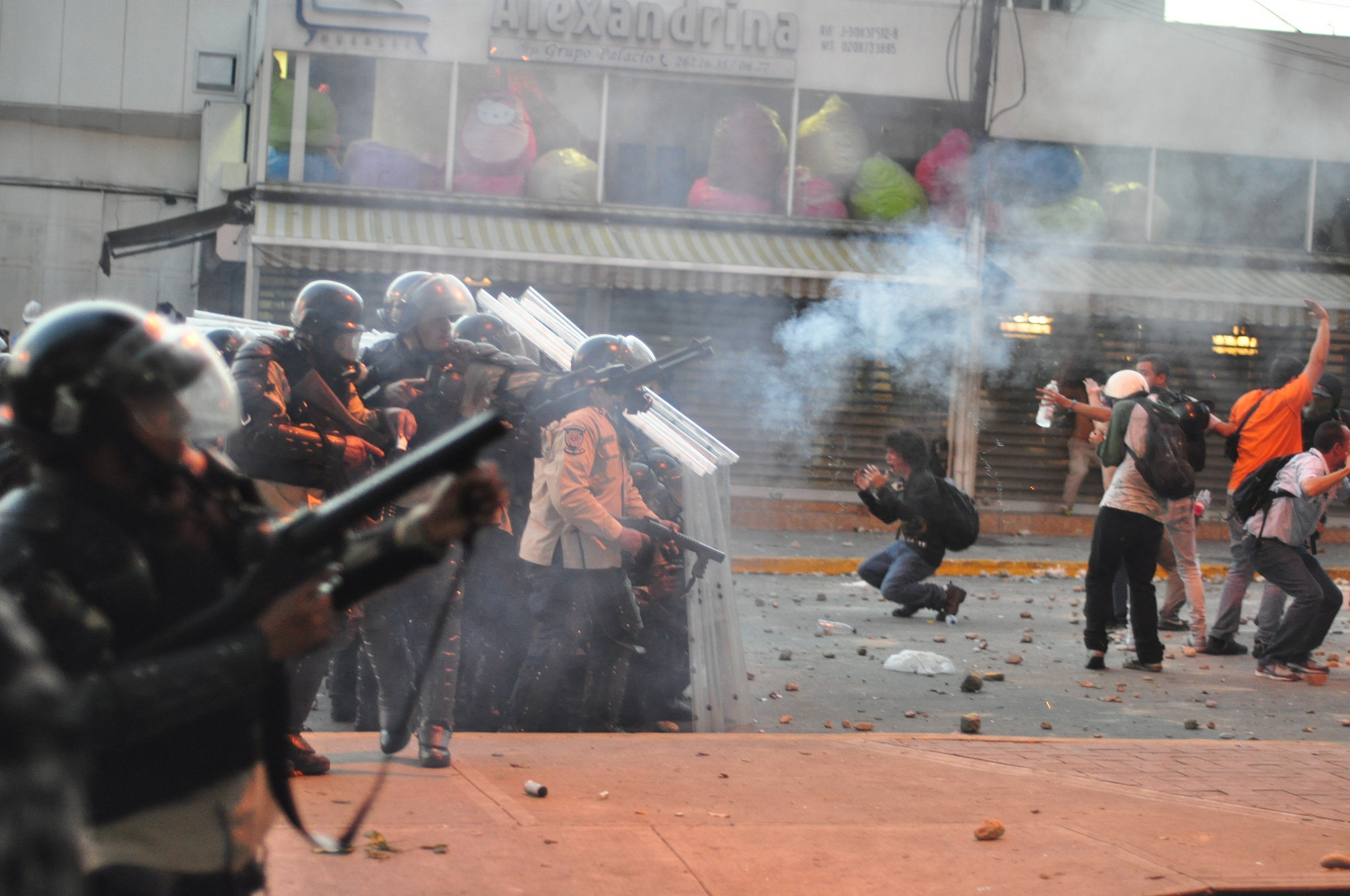
Gas lacrimogeni usati contro i manifestanti dell'opposizione ad Altamira, Caracas.

Anche il personale della Polizia nazionale bolivariana e della Guardia nazionale Venezuelana è stato visto sparare con armi e bombe sugli edifici dove si erano radunati i manifestanti dell'opposizione. Durante una conferenza stampa, il ministro dell'Interno e della giustizia Miguel Rodriguez Torres ha negato le accuse di forze speciali cubane conosciute come le "vespe nere" delle Forze armate rivoluzionarie cubane che assistevano il governo venezuelano contro le proteste dicendo che gli unici cubani in Venezuela stavano aiutando con la medicina e con lo sport. Le accuse secondo cui i membri delle forze armate rivoluzionarie cubane erano in Venezuela sono iniziate quando molte persone hanno riferito di immagini di un aereo da trasporto militare che schierava soldati in uniforme sospettati di essere cubani.
A marzo 2017, tre ufficiali delle forze armate del Venezuela hanno chiesto asilo politico in Colombia diventando il primo caso documentato di diserzione da quando Maduro è salito al potere.
L'Ufficio dell'Alto Commissario delle Nazioni Unite per i diritti umani ha pubblicato un rapporto nel luglio 2018 in cui menzionava gli arresti e le detenzioni arbitrarie eccessive da parte dell'intelligence venezuelana e delle forze di sicurezza dal luglio 2017. Il rapporto dice che dal 2014 ci sono stati più di 12 000 arresti arbitrari. Solo dall'agosto 2017 al maggio 2018 almeno 570 persone, di cui 35 bambini, sono state detenute. Le forze di sicurezza venezuelane hanno giustiziato sommariamente molti manifestanti antigovernativi.

#### Risoluzione 8610
Il 27 gennaio 2015, il ministro della difesa venezuelano, Vladimir Padrino López, ha firmato la risoluzione 8610 in cui si afferma che "l'uso di forza potenzialmente letale, insieme all'arma da fuoco o un'altra arma potenzialmente letale" potrebbe essere utilizzato come ultima risorsa dalle armate venezuelane forze "per prevenire disordini, sostenere l'autorità legittimamente costituita e respingere ogni aggressione, affrontandola immediatamente e con i mezzi necessari". La risoluzione era in conflitto con l'articolo 68 della Costituzione venezuelana che afferma: "l'uso di armi da fuoco e sostanze tossiche per controllare manifestazioni pacifiche è vietato. La legge regolerà le azioni della polizia e della sicurezza nel controllo dell'ordine pubblico".
La risoluzione ha causato indignazione tra alcuni venezuelani che ha portato a proteste contro la risoluzione 8610, soprattutto dopo la morte del 14enne Kluiberth Roa Nunez, che ha portato a numerose proteste. Studenti, accademici e gruppi per i diritti umani hanno condannato la risoluzione. Anche entità internazionali avevano espresso preoccupazione per la risoluzione 8610, compreso il governo del Canada che ha dichiarato di essere "preoccupato per la decisione del governo del Venezuela di autorizzare l'uso della forza mortale contro i manifestanti" mentre il Parlamento europeo ha chiesto la totale abrogazione della risoluzione.

### Opposizione
In un editoriale per il New York Times intitolato "Venezuela's Failing State", Lopez lamentava "dalla prigione militare di Ramo Verde fuori Caracas" che negli ultimi 15 anni, "la definizione di 'intollerabile' in questo paese è diminuita a poco a poco. finché, con nostro sgomento, ci siamo ritrovati con uno dei più alti tassi di omicidi nell'emisfero occidentale, un tasso di inflazione del 57% e una scarsità di beni di base senza precedenti al di fuori del tempo di guerra". La devastazione economica, ha aggiunto, “è accompagnata da un clima politico altrettanto opprimente. Dall'inizio delle proteste studentesche il 4 febbraio, più di 1 500 manifestanti sono stati arrestati, più di 30 sono stati uccisi e più di 50 persone hanno riferito di essere state torturate mentre erano in custodia di polizia", rivelando così "la profondità della criminalizzazione del dissenso di questo governo". Affrontando la sua incarcerazione, López ha raccontato che il 12 febbraio aveva “esortato i venezuelani a esercitare i loro diritti legali di protesta e libertà di parola - ma a farlo pacificamente e senza violenza. Tre persone sono state colpite e uccise quel giorno. Un'analisi del video da parte dell'organizzazione di notizie Últimas Noticias ha stabilito che i colpi sono stati sparati dalla direzione delle truppe militari in borghese". Eppure, dopo la protesta, “il presidente Nicolás Maduro ha ordinato personalmente il mio arresto con l'accusa di omicidio, incendio doloso e terrorismo. Fino ad oggi, non è stata presentata alcuna prova di alcun tipo".
Il leader studentesco dell'Università delle Ande ha marciato con i manifestanti e ha consegnato un documento all'ambasciata cubana dicendo: "Andiamo all'ambasciata cubana per chiedere loro di fermare le interferenze cubane in Venezuela. Sappiamo per certo che i cubani sono nelle caserme e a Miraflores e danno istruzioni per sopprimere il popolo".

## Opinione della popolazione

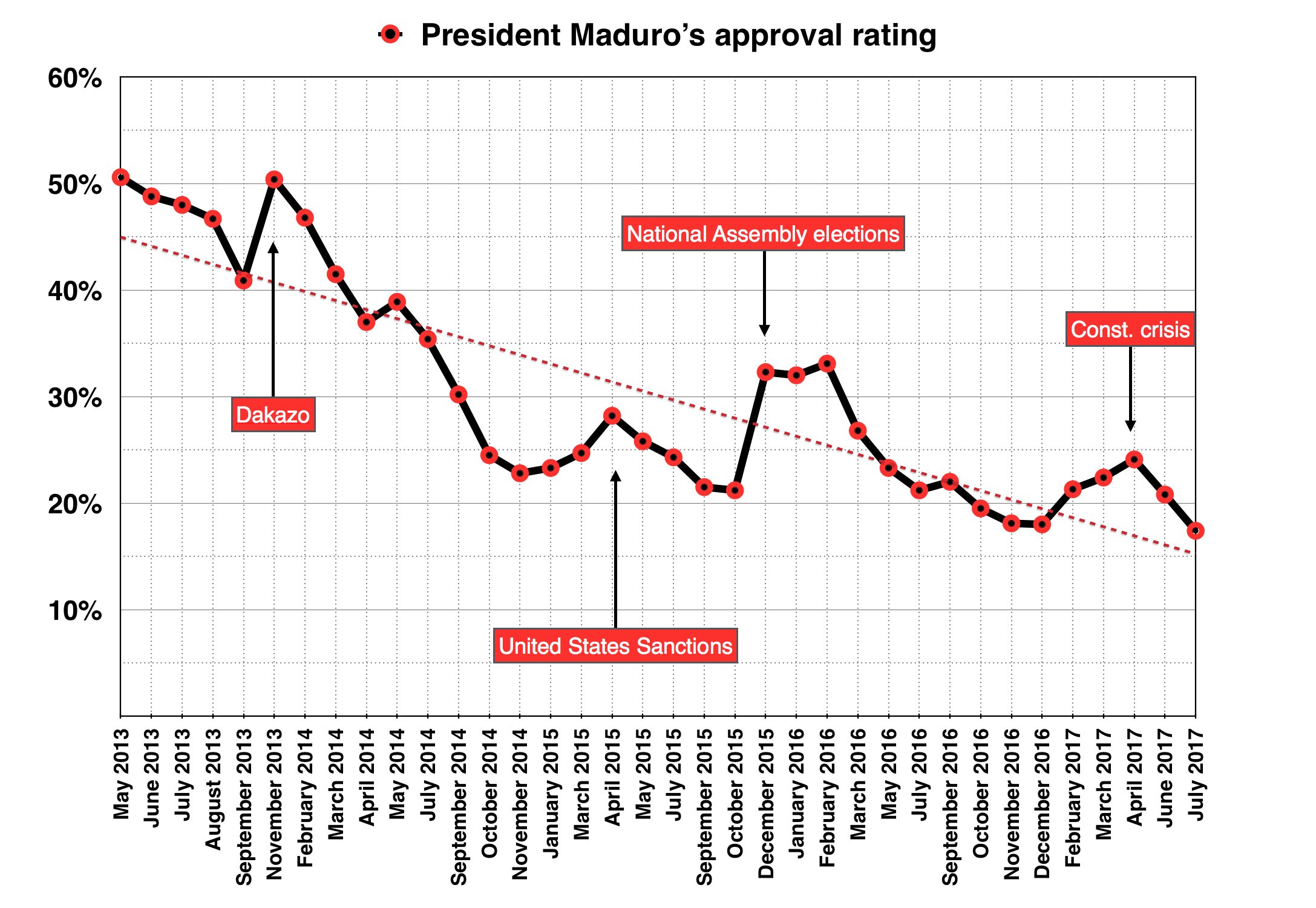
Tasso di approvazione di Maduro

Dall'inizio delle proteste, le manifestazioni pacifiche a favore di cambiamenti politici e contro il governo hanno ricevuto un ampio sostegno tra il pubblico.
Il sostegno pubblico alle proteste è stato influenzato dalla copertura mediatica. Alcuni organi di stampa hanno minimizzato, e talvolta ignorato, le più ampie proteste avvenute di giorno, consentendo al movimento di protesta di essere definito dalla sua "piccola, violenta cricca di guarimberos", il cui estremismo mina il sostegno all'opposizione principale e apparentemente rafforza la narrativa del governo sui "fascisti" che vogliono rovesciare il governo, in quello che Maduro ha descritto come un "colpo di Stato al rallentatore".
Le proteste, dopo un periodo iniziale, hanno coinvolto anche le fasce più povere della popolazione, ad esempio in alcuni quartieri poveri come Petare, nella parte occidentale di Caracas, molti residenti che avevano beneficiato di programmi governativi di assistenza sociale, si sono uniti alle proteste contro l'inflazione, gli alti tassi di omicidi e le carenze di beni, sebbene in molte zone povere si eviti di manifestare contro il governo per paura che i colectivos armati agiscano come forze dell'ordine.
Luis Vicente León, presidente di Datanálisis, ha annunciato nell'aprile 2014 che i risultati dei suoi studi d'opinione hanno mostrato che il presidente Maduro ha una popolarità tra il 42 e il 45%. Un altro sondaggio Datanálisis pubblicato il 5 maggio 2014 ha rilevato che il 79,5% dei venezuelani ha valutato la situazione del Paese come "negativa". Il tasso di disapprovazione di Maduro era salito al 59,2%, rispetto al 44,6% nel novembre 2013. Ha anche rilevato che solo il 9,6% della popolazione sosterrebbe la rielezione di Maduro nel 2019. Il sondaggio ha rivelato che l'opposizione (Unità Nazionale) aveva un indice di approvazione del 39,6% ed il 50% di disapprovazione; mentre il partito di Maduro al potere, il Partito Socialista Unito, aveva un indice di approvazione del 37,4% ed il 55% di disapprovazione.

## Mass media

### Media venezuelani
La Società interamericana della stampa ha protestato contro la "censura ufficiale" dei media da parte del governo in Venezuela, che includeva il blocco di Internet, il divieto di canali, la revoca delle credenziali dei media stranieri, le molestie ai giornalisti e la limitazione delle risorse per i giornali. L'Associazione dei corrispondenti di notizie estere in Venezuela ha anche accusato il governo di aggressioni, abusi, molestie, minacce e rapine ai giornalisti.  L'Unione nazionale dei giornalisti (SNTP) in Venezuela ha dichiarato che ci sono stati almeno 181 attacchi ai giornalisti nei primi mesi del 2014, che ci sono stati "82 casi di molestie, 40 aggressioni fisiche, 35 rapine o distruzione del lavoro materiale, 23 arresti e una ferita da arma da fuoco" e che almeno 20 attacchi sono stati eseguiti dai colectivos. L'Istituto nazionale dei giornalisti (CNP) ha dichiarato che 262 attacchi alla stampa si sono verificati tra febbraio e giugno 2014. Secondo El Nacional, il Servizio nazionale di intelligence bolivariano (SEBIN) avrebbe fatto più volte irruzione nelle strutture di giornalisti e difensori dei diritti umani.
La copertura mediatica in Venezuela è stata limitata dal governo; "alle stazioni televisive antigovernative come RCTV e Globovision sono state revocate le licenze e sono state costrette a subire cambiamenti di proprietà, rispettivamente". Il governo ha, secondo l'opposizione, "una potente struttura di stazioni radio, televisioni e i giornali per avere un'egemonia comunicativa con i loro fondi pubblici" e non fornisce ai giornalisti informazioni affidabili dalla Banca Centrale sull'economia o statistiche sulla criminalità.
Il 15 marzo 2014, il presidente dell'Assemblea nazionale Diosdado Cabello ha annunciato una nuova commissione denominata "Commissione per la verità" la cui istituzione è stata ordinata dal presidente per mostrare video e immagini di "dov'è il fascismo".

### Media stranieri
Secondo il Washington Post, le proteste venezuelane nel 2014 sono state trascurate dai media statunitensi a causa della crisi in Ucraina.
Le stazioni televisive in Venezuela hanno a malapena mostrato una copertura in diretta delle proteste e nel 2014 molti telespettatori dell'opposizione si sono trasferiti alla CNN. Anni dopo, a febbraio 2017, il presidente Maduro ha ordinato ai fornitori di servizi via cavo di togliere la trasmissione della CNN in spagnolo, giorni dopo che la CNN aveva trasmesso un'indagine sul presunto rilascio fraudolento di passaporti e visti venezuelani. La notizia ha rivelato un documento di intelligence confidenziale che collega il vicepresidente venezuelano Tareck El Aissami a 173 passaporti venezuelani e carte d'identità rilasciati a persone provenienti dal Medio Oriente, comprese persone collegate ad Hezbollah.

### Censura

#### Censura di Internet

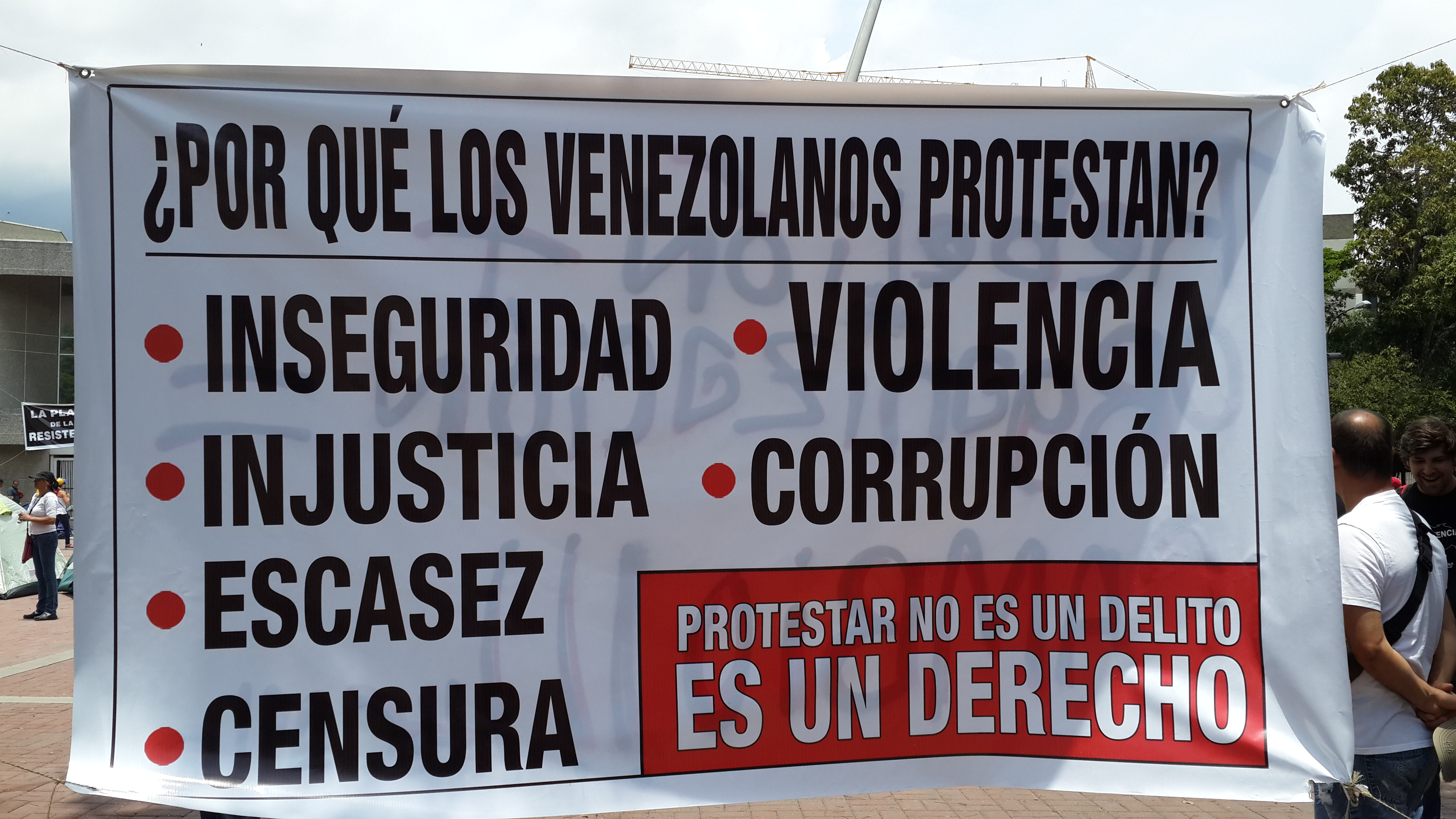
Un cartello che recita: "Perché i venezuelani protestano? Insicurezza, ingiustizia, penuria, censura, violenza, corruzione. Protestare non è un crimine; è un diritto".

Il segretario generale di Reporter senza frontiere ha dichiarato in una lettera al presidente Maduro condannando la censura del governo venezuelano e rispondendo a Delcy Rodríguez che ha negato gli attacchi ai giornalisti dicendo: "Posso assicurarvi che i casi documentati da Reporter senza frontiere e altre ONG come Espacio Público, IPYS e Human Rights Watch non erano immaginati". Secondo El País, la Commissione nazionale per le telecomunicazioni del Venezuela (Conatel) ha avvertito i fornitori di servizi Internet in Venezuela che "devono conformarsi senza indugio agli ordini di bloccare i siti web con contenuti contrari agli interessi del governo "al fine di prevenire" destabilizzazione e disordini". È stato anche riferito da El País che ci saranno possibili automazioni di DirecTV, CANTV, Movistar e possibile regolazione di YouTube e Twitter.
Nel 2014, ci sono state segnalazioni contrastanti di censura di Internet, con fonti che riportavano che l'accesso a Internet non era disponibile a San Cristóbal e in Táchira per circa mezzo milione di cittadini a causa di un presunto blocco del servizio da parte del governo. Ciò è accaduto dopo che il presidente Maduro ha minacciato Táchira di "andare tutta dentro" e che i cittadini "sarebbero rimasti sorpresi". L'accesso a Internet sarebbe stato nuovamente disponibile un giorno e mezzo dopo.
Il governo è stato accusato di utilizzare Twitter, social network relativamente libero anche in Venezuela, come strumento di propaganda quando presumibilmente "acquistava follower, creava account falsi per promuovere gli hashtag filo-governativi e ha assunto un gruppo di utenti per molestare i critici" e sostenere che i manifestanti erano fascisti che stavano cercando di commettere un colpo di Stato.

#### Censura dei media statali e interni
Durante il suo discorso all'Assemblea nazionale, a María Corina Machado è stata tolta la telecamera mentre presentava coloro che erano stati uccisi e mentre criticava Luisa Ortega Díaz.
La giornalista Vicelyz Fadula è stata minacciata con un biglietto apposto sulla sua auto da qualcuno che appartiene ai Tupamaros. La nota era intitolata "Operazione Difesa della Rivoluzione Socialista, Antimperialista e Madurista Chavista" e affermava che le sue azioni "promuovono azioni destabilizzanti di gruppi fascisti e apolidi che cercano di rovesciare il legittimo governo del presidente Nicolas Maduro, probabilmente finanziati e pagati dalla destra squallida e borghese hanno bruciato il Paese”. Hanno dato alla giornalista un ultimatum dicendo che sapevano dove stavano lei e la sua famiglia intimandole di "interrompere immediatamente la comunicazione" o lei avrebbe subito le conseguenze per "far rispettare la Costituzione e mantenere viva l'eredità del nostro comandante supremo ed eterno Hugo Chavez".
Un cameraman che si è dimesso da Globovisión ha condiviso immagini censurate dall'agenzia di stampa che mostravano truppe della Guardia nazionale e colectivos che lavoravano insieme durante le proteste.

#### Censura dei media stranieri
Il canale di notizie colombiano NTN24 è stato soppresso dal Conatel per "promuovere la violenza". Il 19 aprile 2017 durante la Madre di tutte le proteste, il segnale satellitare di TN è stato censurato dopo aver mostrato la copertura in diretta delle proteste. Anche El Tiempo è stato censurato nel Paese durante le proteste.

## Reazioni internazionali

### Nel 2014
- Brasile, Canada, Germania, Guatemala, Perù, Spagna, Regno Unito, Stati Uniti, Human Rights Foundation, Carter Center e l'Internazionale Socialista hanno condannato e/o espresso preoccupazione per le azioni repressive e/o per gli arresti del governo venezuelano.[254][255][256][257][258][259][260][261][262][263][264] La Spagna ha anche smesso di esportare materiale utilizzabile per reprimere le proteste in Venezuela.[265] Gli Stati Uniti hanno risposto alle accuse venezuelane con l'espulsione di 3 diplomatici venezuelani dal Paese.[266] Amnesty e Human Rights Watch hanno chiesto al governo venezuelano di investigare sui morti durante le proteste.[267][268]
- Nazioni Unite, Comunità Caraibica, Unione europea, Mercosur, Organizzazione degli Stati americani, Cile, Colombia, Costa Rica, Panama e la Santa Sede hanno auspicato un dialogo tra le parti in Venezuela e/o condannato/espresso preoccupazione per le violenze di almeno una delle parti (o di entrambe).[269][270][271][272][273][274][275][276][277][278]
- Alleanza Bolivariana per le Americhe, Argentina, Bolivia, Cuba, Ecuador, Guyana, Nicaragua, Russia, Bashar al-Assad e Sinistra Unitaria Europea (insieme a svariate organizzazioni di estrema sinistra nel mondo) si sono espressi a supporto (o in solidarietà) del governo di Maduro e/o condannando le proteste o le azioni violente avvenute in alcune di esse.[279][280][281][282][283][284][285][286][287]
- Fuori dal Venezuela, sono avvenute varie manifestazioni e catene umane a sostegno delle proteste anti-Maduro, negli Stati Uniti, Australia, Bolivia, Canada, Regno Unito, Ucraina, Colombia, Messico, Spagna, Svizzera.[288][289][290][291][292][293] In Argentina ve ne sono state sia a sostegno che contro Maduro.[294]

### Nel 2017
- Nazioni Unite: La portavoce dell'Alto commissariato delle Nazioni Unite per i diritti umani (OHCHR), Elizabeth Throssell, ha dichiarato: "Siamo preoccupati per i resoconti di violenze. Chiediamo al governo venezuelano di assicurarsi che i diritti alla libertà di riunione pacifica e la libertà di opinione siano garantiti", ha invitato i venezuelani "a usare mezzi pacifici per farsi sentire" e ha criticato il divieto per 15 anni di fare politica imposto dal governo venezuelano al leader dell'opposizione Henrique Capriles Radonski.[295] L'OHCHR ha rilasciato una dichiarazione l'8 agosto 2017 affermando che vi è "un uso diffuso e sistematico della forza eccessiva e detenzioni arbitrarie contro i manifestanti in Venezuela", che esistono "schemi di altre violazioni dei diritti umani, tra cui violente incursioni domestiche, torture e maltrattamenti dei detenuti in relazione alle proteste", con più della metà dei decessi legati alle proteste legati alle autorità venezuelane e ai colectivos filogovernativi.[296]
- Unione europea: Federica Mogherini, l'allora Alto rappresentante dell'Unione per gli affari esteri e la politica di sicurezza, ha criticato la gestione delle proteste da parte del governo venezuelano, affermando che "la violenza e l'uso della forza non risolveranno l'attuale crisi", che è un diritto dei venezuelani "di vedere immediatamente risolto il conflitto politico" e denunciando il divieto per 15 anni a fare politica imposto a Capriles, affermando che il divieto "non aiuta a ridurre i disordini e le tensioni nel Paese".[297] Il Parlamento europeo ha adottato una risoluzione e ha rilasciato una dichiarazione affermando che "condanna fermamente la 'brutale repressione' esercitata dalle forze di sicurezza venezuelane, così come dai gruppi armati irregolari, contro le proteste pacifiche" e "denuncia la continua violazione incostituzionale dell'ordine democratico in Venezuela e la mancanza di separazione dei poteri e indipendenza dei rami del governo", obiettando "alla recente decisione della Corte Suprema di sospendere i poteri dell'Assemblea nazionale". I deputati hanno chiesto azioni di mediazione che includessero il rilascio di prigionieri politici e l'approvazione degli aiuti umanitari internazionali.[298]
- Organizzazione degli Stati americani: ha dichiarato il Segretario generale Luis Almagro "Non posso fare a meno di ammirare il coraggio delle persone in strada. Quando nessuno ha risolto questa crisi umanitaria e politica, né con la mediazione né con dialoghi truccati, la gente ha ha deciso di far sentire la propria voce in tutto il continente, come prescritto dalla Costituzione bolivariana nel suo articolo 350".[299]
- Belgio, Colombia, Germania e Perù hanno espresso preoccupazione e/o condannato le politiche del governo venezuelano,[300][301][302][303] Messico e Saint Lucia hanno auspicato soluzioni pacifiche.[304][305]
- È stato creato il movimento "No Más" che ha invitato la diaspora venezuelana a unirsi alle proteste per il Venezuela che si sono svolte in Argentina, Canada, Cile, Colombia, Germania, Messico, Panama, Perù, Spagna, Regno Unito e Stati Uniti.[306]